# 18564 Caseyo
18564 Caseyo è un asteroide della fascia principale. Scoperto nel 1997, presenta un'orbita caratterizzata da un semiasse maggiore pari a 3,1084613 UA e da un'eccentricità di 0,1125008, inclinata di 0,09787° rispetto all'eclittica.